# Bert Hazell
Bert Hazell (* 18. April 1907 in Attleborough, Norfolk; † 11. Januar 2009 in York), auch Bertie Hazell genannt, war ein britischer Gewerkschaftsführer und Politiker der Labour Party.
Hazell wurde 1907 in Attleborough in Norfolk als Sohn eines Landarbeiters geboren. Im Alter von 14 Jahren brach er die Schule ab, um in der Park Farm, einem landwirtschaftlichen Betrieb in Wymondham, zu arbeiten. Zu seinen Aufgaben dort zählte unter anderem das Aufschrecken von Krähen. In seiner Zeit als Abgeordneter sollte Hazell noch oft in Bezug auf seine Tätigkeit im Parlament darauf anspielen. Aufgrund der schlechten Bedingungen für die Landarbeiter und ihre Familien, die sich im Zuge des Ersten Weltkrieges noch weiter verschlechtert hatten und zum Norfolk Landarbeiterstreik von 1923 führten, begann sich Hazell in der National Union of Agricultural and Allied Workers zu engagieren. Als 1933 die Park Farm ihren Besitzer wechselte, wurde Hazell daraufhin wegen seines Engagements entlassen. Hazell wurde nun für die Labour Party in Norfolk tätig.
In den Jahren 1945 und 1950 kandidierte für die Partei erfolglos für einen Sitz im Unterhaus. Erst Oktober 1964 gelang es ihm in Unterhaus gewählt zu werden, dem er bis 1970 als Abgeordneter für den Wahlbezirk „North Norfolk“ angehörte. Im Unterhaus war Hazell 1965 der erste Abgeordnete, der das Problem der Küstenerosion ansprach. 1984 wurde ihm an der University of York der Ehrendoktortitel verliehen.
Seit dem Tod von David Renton, Baron Renton Mai 2007 war Hazell der älteste noch lebende ehemalige Parlamentarier des Vereinigten Königreiches.
Hazell war seit 1936 mit Dora Barham († 1987) verheiratet und hatte eine Tochter. Im Jahr 1946 wurde er Member (MBE) des Order of the British Empire, 1962 dann Commander (CBE).